# Dirección de Asuntos Históricos del Ejército
La Dirección de Asuntos Históricos del Ejército (DAHE) es una dirección militar del servicio histórico del Ejército Argentino con sede en San Telmo (CABA) y con dependencia del Estado Mayor General del Ejército.

## Reseña
Creada en 2000 por resolución del Ejército tras eliminar la Dirección de Estudios Históricos del Ejército (DEHE), la dirección creada subordinó bajo su órbita el Archivo General del Ejército, la Biblioteca Central del Ejército, el Museo Histórico del Ejército y el Servicio Histórico del Ejército. Se halla en la sede de calle Defensa 628 de San Telmo, propiedad del Ejército desde 1979 y declarada monumento histórico nacional.

## Organización
- Dirección de Asuntos Históricos del Ejército (DAHE). Palermo.
  - Archivo General del Ejército (AGE). Palermo.
  - Servicio Histórico del Ejército (SHE). Palermo.